# مرض الزهايمر في وسائل الإعلام

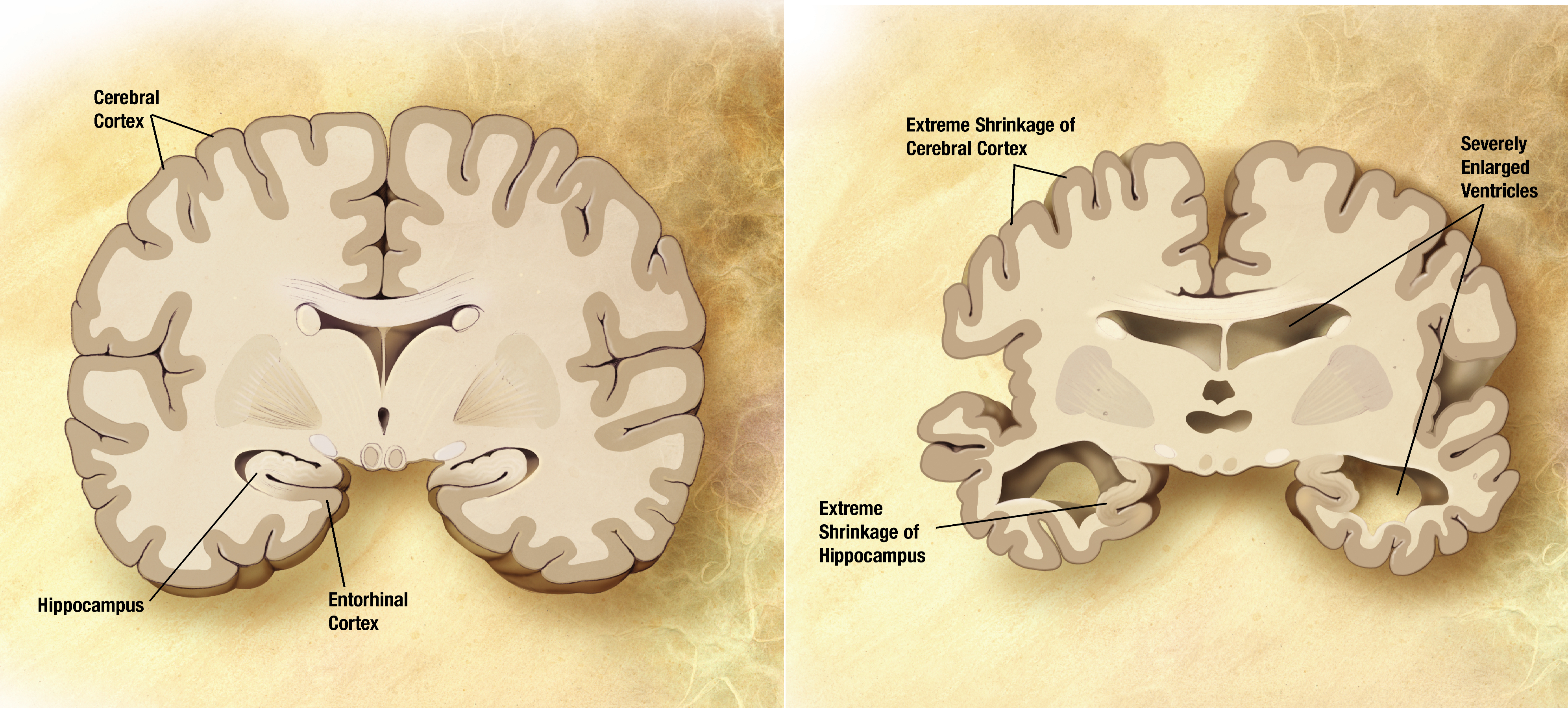

تقدّم هذه المقالة قائمة بالوثائقيات والأعمال الإعلامية التي تُصوِّر مرض ألزهايمر كعنصر أساسي في الحبكة الرئيسية:

## عام 1949
- مسرحية موت بائع متجول ؛ على الرغم من عدم ذكر المرض بالاسم في النص، إلا أن شخصية ويلي لوومان تُظهر العديد من العلامات البارزة لهذا المرض.

## عام 1981
- مزرعة تشيليسميث توثّق شيخوخة وجدًّا يحتضر بين أفراد أسرته، حتى يتمكّن من أن يعيش ويموت بين من يحبّهم.

## عام 1986
- سونيا من تأليف بول بايارجون.
- "أنا أنسى" لفرقة إس إن إف يو من ألبوم "إذا أقسمت، فلن تصطاد سمكة".

## عام 1987
- قصة ألزهايمر.

هذا الوثائقي يقدّم فرصة نادرة لمتابعة عائلة لديها مصاب بمرض ألزهايمر لمدة عامين.
- كلّما اجتمعنا أكثر.

يعرض هذا الوثائقي رؤى حول العمل مع كبار السن المصابين بالارتباك الذهني في دور الرعاية (المُصابين بالخَرَف).
- لا مكان مثل البيت: الرعاية طويلة الأمد للمُسنين.

تقديم الرعاية المنزلية بدلاً من الرعاية المؤسسية غالبًا ما يكون أقل تكلفة على الدولة وأكثر قبولًا لدى كبار السن (بمن فيهم الضعفاء والمُصابون بالخرف).

## عام 1988
- الشيخوخة في جورجيا السوفييتية: نخبٌ للعمر الحلو.

نظرة معمقة على ثقافة وتجربة الشيخوخة الطبيعية في منطقة غالبًا ما تُوصف بأنها "مركز طويلو العمر".

## عام 1990
- لا نستطيع تحمّل الشيخوخة.

حقيقة الشيخوخة هي أنه لا يوجد دعم مالي لتغطية تكاليف ممرضة أو مدبرة منزل إذا أصبحت عاجزًا وتحتاج إلى المساعدة.

## عام 1991
- غرايس.

وثائقي يُقدّم سيرة حياة غرايس كيركلاند، بدءًا من تشخيصها بمرض ألزهايمر وحتى وفاتها بعد سبع سنوات. يتتبّع الوثائقي تطوّر الأعراض لديها والدور المتغير لزوجها المُعتني بها، غلين كيركلاند.
أُنتج هذا العمل من قبل وايتفورد-هاداري وعُرض على القنوات العامة الأمريكية في عام ١٩٩١، وقد حصل على جائزة إيمي إقليمية.

## عام 1992
- التواصل مع المصابين من "نوع ألزهايمر".

يعرض هذا الفيديو مشهدين يقدّمان أمثلة نموذجية على السلوكيات المزعجة لدى أشخاص مسنين جداً يعانون من فقدان التوجّه.

## عام 1993
- زهور الأقحوان السوداء للعروس.

مسرحية مصوّرة كتبها الشاعر توني هاريسون، تستند إلى حياة وتجارب أشخاص مصابين بمرض ألزهايمر ويقيمون في مستشفى هاي رويدز في يوركشاير. تستخدم المسرحية مزيجًا من الدراما والوثائقي والموسيقى. المرضى، وعائلاتهم، والعاملون في المستشفى يجسّدون أنفسهم، باستثناء عدد قليل من الممثلين المحترفين.

## عام 1994
- شكاوى ابنة مُخلصة بقلم ديبورا هوفمان.

## عام 1995
- مرض ألزهايمر: من الداخل إلى الخارج من إنتاج تيرا نوفا.

## عام 1996
- لا تنساني أبدًا.

عندما ضلّت ديانا ماكغوين طريقها تمامًا أثناء القيادة إلى المنزل، عرفت أن هناك خطبًا ما. وبما أنها كانت تبلغ من العمر 52 عامًا فقط، لم يشتبه الأطباء في مرض ألزهايمر. وبعد ثلاث سنوات من الفحوصات، توصّلوا إلى أنها مصابة بنوع نادر يُعرف باسم "البداية المبكرة"، الذي يمكن أن يصيب الأشخاص في الثلاثينيات من أعمارهم.

## عام 1997
- أيه بي سي نيوز برايم تايم: كلاب ألزهايمر.

تعرّف على كريستال، الكلبة التي تتابع حالة صاحبتها المصابة بمرض ألزهايمر. تدرّبت كريستال في عام 1986 على يد مجموعة تطوعية تُدعى أوكادا لتوفير كلاب إرشاد للصم، وأصبحت تعمل لاحقًا مع مرضى ألزهايمر. تاريخ العرض: 9 نيسان 1997.

## عام 1998
- البيت الآمن، يصوّر جاسوسًا مسنًا يواجه صعوبة في إقناع الآخرين بأن معلوماته ليست مجرد جنون الارتياب المرتبط بألزهايمر.

## عام 1999
- لا تنساني أبدًا

فيلم كندي-أميركي أُنتج عام 1999.
- المُعتني.

كتاب لـ آرون ألتيرا يتناول حياة رجل مسنّ يروي تطوّر مرض ألزهايمر لدى زوجته، وكيف اعتنى بها وتأثير ذلك عليه.
كتب جون بايلي، زوج آيريس مردوخ التي توفيت بالمرض عام 1999، عن هذا الكتاب: "أفضل وأدقّ كتاب عن ألزهايمر قرأته ويجب أن يدرسه كل مُعتني".
- مالكوم وباربرا: وداع الحب.

## عام 2000
- أعرف أغنية: رحلة مع مرض ألزهايمر.

وثائقي يُظهر أن مرض ألزهايمر لا يعني بالضرورة نهاية العلاقة العاطفية.
- دار رعاية صينية.

في بكين، يوجد المستشفى الوحيد في الصين المتخصص في السماح للمرضى المحتضرين بأن يموتوا بكرامة.
- "إنها تفتقده"، من تأليف تيم جونسون وأداء تيم روشلو. تتناول الأغنية شخصًا مصابًا بمرض ألزهايمر.

## عام 2001
- آيريس.

فيلم يروي قصة الروائية الأنجلو-إيرلندية آيريس مردوخ وعلاقتها مع جون بايلي. يُظهر الفيلم بداية علاقتهما والمراحل المتأخرة عندما أصيبت مردوخ (تؤدي دورها السيدة جودي دينش) بمرض ألزهايمر. الفيلم مستند إلى مذكرات بايلي مرثية لآيريس.
- خيار أماندا.

فيلم يتناول مرض ألزهايمر المبكر، وهو شكل نادر جدًا من المرض.
- ذكريات جميلة.

فيلم فرنسي عن أم شابة مصابة بمرض ألزهايمر المبكر.

## عام 2002
- ذكريات مسروقة: مرض ألزهايمر فيلم لـ رايتشل ستايس وريبيكا ميلور. صُوّر خلال عشرة أشهر، ويتتبّع ثلاثة أشخاص في الخمسينيات من العمر تم تشخيصهم مؤخرًا بالمرض.

## عام 2003
- العمر لا يشكّل عائقًا

فيلم عن شركة تقع في نيدهام، ماساتشوستس توظّف كبار السن فقط.
- قضية ألزهايمر.
- الموت عند غرايس.
- أغنية لمارتن.
- ظلال طويلة: قصص من بيت يهودي.

فيلم يتناول تأثير المؤسّسات على الناجين المسنين من المحرقة الذين يُضطرون للانتقال إلى دور رعاية. يتناول الخرف، فقدان الذاكرة، وعدم القدرة على الحركة.

## عام 2004
- النسيان: صورة لمرض ألزهايمر

وثائقي عُرض على شبكة بي بي إس، حائز على جائزة إيمي.
- لحظة للتذكر

فيلم كوري يروي قصة زوجين شابين، تصاب الزوجة فيه بمرض ألزهايمر.
- دفتر الملاحظات

فيلم مقتبس من رواية لـ نيكولاس سباركس، يصوّر امرأة مصابة بمرض ألزهايمر وكيفية تعامل زوجها مع المرض. بطولة رايتشل ماكآدامز ورايان غوسلينغ.
- سوني بوي

قصة رحلة عبر البلاد لـ سولاي مون فراي ووالدها فيرجيل فراي، المصاب بمرض ألزهايمر.

## عام 2005
- المواسم الثلاثة الأولى من مسلسل "غريز أناتومي".

تضمنت حبكة فرعية مستمرة عن صراع ميريديث غراي، في البداية لإخفاء مرض والدتها (إيليس غراي) ومن ثم التأقلم مع تطور حالتها.
- ثنّماثرا (بالهندية: جزيء).

فيلم هندي بلغة المليالم من إخراج بليسي، يصوّر تأثير مرض ألزهايمر على الفرد وعائلته.
- ذاكرة لماكس، وكلير، وإيدا والآخرين.

## عام 2006
- ذكريات الغد

فيلم ياباني من بطولة كين واتانابي، يروي قصة رجل يبلغ من العمر 49 عامًا يعاني من ألزهايمر، وما تتحمّله زوجته من أعباء رعايته.
- بعيدًا عنها

أول عمل إخراجي للممثلة الكندية سارة بولي. الفيلم مقتبس من قصة قصيرة لـ أليس مونرو بعنوان "الدبّة عبرت الجبل"، من مجموعة كراهية وصداقة وغزل وحب وزواج (2001). بطولة جوردون بينسنت وجولي كرستي في دور زوجين تتعرض علاقتهما لاختبار عندما تُصاب الزوجة بمرض ألزهايمر وتدخل دار رعاية حيث تفقد معظم ذكرياتها وتبدأ علاقة مع مقيم آخر.
- زولين: السيدة بالرداء الأحمر.
- شؤون العائلة: التكاتف من أجل ألزهايمر.
- كريستين وبول – رحلة مع مرض ألزهايمر.

كريستين، أم تبلغ من العمر 46 عامًا ولها ثلاثة أطفال، ذات مسيرة مهنية مميزة في مجال العلوم، تم تشخيصها بمرض ألزهايمر. بعد طلاقها مؤخرًا من زوج مسيء، كانت الصدمة كبيرة لها ولابنتيها. بعد ثلاث سنوات من التشخيص، التقت بـ بول برايدن، وهو دبلوماسي سابق. وعلى الرغم من مرضها، وقعا في الحب وتزوّجا. شخصان ناجحان، يبدأ أحدهما رحلة انحدار لا مفر منها.
- الثعلب البني السريع.

## عام 2007
- مالكوم وباربرا – قصة حب (1999)، وثائقي تلفزيوني، ومالكوم وباربرا: وداع الحب (2007).

يتمحور حول مالكوم بوينتون الذي تم تشخيصه بمرض ألزهايمر في سن الحادية والخمسين. على مدى 14 عامًا، تابع بول واتسون حياة مالكوم وباربرا بوينتون. يتتبع الوثائقي الزوجين خلال مراحل تطوّر المرض، ويعرض واقع الرعاية القاسي. أثار البرنامج جدلًا عام 2007 حين زُعم في الإعلام أن نهايته تُظهر وفاة مالكوم، لكن مصادر داخلية أوضحت أن اللقطات الأخيرة تظهر دخوله في غيبوبة لم يخرج منها. طغى الجدل على أهمية الوثائقي، وعند عرضه في 8 آب 2007، قال الراوي: "مالكوم في غيبوبة، وتوفي بعد ثلاثة أيام".
- ثم كانوا أربعة.

يعرض الفيلم الحياة اليومية لجدّة ضعيفة تبلغ من العمر 77 عامًا تقوم بتربية أربعة أحفاد تتراوح أعمارهم بين 5 و8 سنوات.
- المسلسل الإذاعي البريطاني "ذا آرتشرز".

تضمّن حبكة فرعية طويلة حول تطور مرض ألزهايمر لدى شخصية جاك وولي، وقد فاز بجائزة الإعلام في الصحة النفسية عام 2007.
- اسمي ليزا.

فيلم قصير عن مرض ألزهايمر.
- ما تزال أليس (رواية)

رواية من تأليف ليزا جينوفا، تصوّر أليس هاولاند، أستاذة لغويات تبلغ من العمر خمسين عامًا، تتأقلم مع بداية مبكرة لمرض ألزهايمر.

## عام 2008
- وثائقيات تيري براتشيت.

في نيسان 2008، بدأت هيئة الإذاعة البريطانية بي بي سي العمل مع تيري براتشيت لإنتاج سلسلة وثائقية تستند إلى مرضه. وقد عُرض الجزء الأول (من جزئين) على قناة بي بي سي تو في 4 شباط 2009.
- أمي وأنا.

وثائقي من إنتاج بي بي سي أعدّته سو بورن عن إصابة والدتها بمرض ألزهايمر.
- أنتَ، أنا ونحن.

فيلم بوليوودي من بطولة كاجول ديفغان بدور مصابة بمرض ألزهايمر.
- قلادة روث.

فيلم قصير عن ألزهايمر، صيف 2008.
- بحر ألزهايمر.

يستكشف التآكل البطيء للشخصية الذي يُحدثه هذا المرض.
- آني جيراردو، هكذا هي الحياة.

فيلم وثائقي من إخراج نيكولا بوليو.
خنق.
فيلم عام 2008 من إخراج كلارك غريغ.
- قدرة منقوصة.

من بطولة آلن ألدا وماثيو برودريك.
- صندوق باندورا.

## عام 2009
- مشروع ألزهايمر.

يتكوّن من سلسلة من أربعة أفلام. ويشكّل فيلم الزخم في العلم جوهر السلسلة، ويضم 25 عالمًا بارزًا ويعرض أحدث ما توصل إليه البحث العلمي. أما العروض الثلاثة الأخرى في وقت الذروة (أشرطة الذاكرة المفقودة؛ جدي، هل ستتذكرني؟ مع ماريا شرايفر؛ والمعتنون) فتعرض تجربة المرض وتأثيره على الأبناء والأحفاد، والمُعتنين بالمصابين. يشمل المشروع أربعة وثائقيات، و15 فيلمًا قصيرًا، وكتابًا، وبرنامجًا للتوعية المجتمعية، وموقعًا إلكترونيًا.
- نسيان دون أن يُنسى.
- فيلم أنت هنا.
- أتذكر أفضل حين أرسم.

وثائقي دولي مستوحى من قصة هيلدا غولدبلات غورنشتاين (هيلغوس) يركّز على كيف يمكن للفنون الإبداعية أن تساعد المصابين بألزهايمر على التفاعل مع الحياة مجددًا.
يروي الفيلم أوليفيا دي هافيلاند الحائزة على جائزة الأوسكار. وتظهر في الفيلم ياسمين آغا خان، رئيسة منظمة ألزهايمر العالمية وابنة ريتا هيوارث التي كانت مصابة بالمرض.
الإصدار الفرنسي للفيلم بعنوان أتذكر أفضل حين أرسم عُرض في أيلول 2009 ضمن أنشطة جمعية ألزهايمر الفرنسية للتوعية بيوم ألزهايمر العالمي. أخرجه كلٌّ من إريك إلينا وبيرنا هوينر.
- مرض ألزهايمر: مواجهة الحقائق.

نال جائزة إيمي لمنطقة بوسطن/نيو إنجلاند عام 2009.
- نسيت أن أخبرك.

من إخراج عمر الشريف.
- العين الزجاجية.

فيلم لـ فريديريك كومبان عن أعمال الفنان ويليام أوترمولن في باريس.
- العيش مع ألزهايمر.

العودة إلى الوطن.
مواجهة الحقائق.
حاز على جائزة إيمي إقليمية في أيّار.
هل هناك أحد؟
يحكي علاقة مضحكة ومؤثرة بين رجل مسن نُقل إلى دار رعاية للمسنين لقضاء أيامه الأخيرة، وصبي صغير عالق هناك لأن والديه يمتلكان المكان.
لعق الملح: قصة حفيد.
ريان مبتعد عن عائلته، وخاصة جدّته التي لم يرها منذ خمسة عشر عامًا... حتى يعود لجنازة جده. كانت جدّته وحيدة لكنها صلبة، وتعاني من الخرف.
جدي، هل تعرف من أنا؟
حلقة من مشروع ألزهايمر على قناة إيتش بي أو، من تأليف ماريا شرايفر.

## 2010
- أبي العزيز.

وثائقي قصير عن لاعب كرة القدم السابق بيت بيهوس من فريق فيلادلفيا إيقلز أثناء مواجهته لمرض ألزهايمر.
- الانقسام.
- عادل إمام. أدّى دور البطولة في فيلم كوميدي بعنوان ألزهايمر، عُرض في تشرين الثاني 2010.
- الغياب.
- الخرف بكرامة.
- ألزهايمر: ومن أنت؟
- الحقيقة كما هي.

نظرة حميمة على حياة وأعمال الرسام الأمريكي ويليام أوترمولن.
بهروز أفخمي.
يُخرج فيلمًا عن ألزهايمر بعنوان هذا ليس منزلي.
رايموند.
أغنية كتبها وسجّلها بريت إلدريدج عن مريض ألزهايمر.
- نشر الأمل.

مسلسل كوميدي تلفزيوني يصوّر حياة عائلة ممتدة حول شاب يبلغ 23 عامًا وطفلته، ووالديه، وجدّته التي تعاني من الخرف.
- في داخلي.

فيلم قصير لـ روبرتو كارلو كيزا، يُروى من وجهة نظر وصوت مصاب بمرض ألزهايمر.
- نسخة بارني.

فيلم مستند إلى رواية بنفس الاسم، يُروى من وجهة نظر الشخصية الرئيسية، ويتابع تطوّر مرض ألزهايمر عنده وتشخيصه.
- فيلم الشعر.

قصة امرأة في الستينيات من عمرها تعيش في الضواحي وتبدأ الاهتمام بالشعر أثناء معاناتها مع مرض ألزهايمر وحفيدها غير المسؤول.
- التشابك.

كوميك بعنوان قصة عن ألزهايمر، وأمي، وأنا لـ سارة ليفيت، وهو سرد ذاتي لتجربة الكاتبة قبل وأثناء مرض والدتها.
- ترايسي وجيس: العيش مع ألزهايمر المبكر.
- أنت تنظر إليّ كأنني أعيش هنا، ولست كذلك.

رواية لحياة داخل مركز تراديشنز لرعاية المصابين بألزهايمر والخرف.

## عام 2011
- قبل أن ننسى.

فيلم عن جويس فيرنانديز، امرأة تبلغ من العمر 50 عامًا تعتني بوالدتها سيلين التي تعاني من مرض ألزهايمر منذ سبع سنوات، وعن الدكتورة إيرين جيام، أستاذة رياضيات سابقة وملحدة ذات آراء قوية حول الموت في مواجهة المرض النهائي.
أخرجه شابّان من سنغافورة، ومدته ساعة واحدة، وهو وثائقي رصدي عن امرأتين مصابتين بالخرف في مجتمع آسيوي لا يزال يعتبر الأمراض النهائية والموت من المحرمات.
- التجاعيد.

فيلم رسوم متحركة، مستند إلى كتاب مصوّر إسباني، عن رجل يواجه مرض ألزهايمر ويبدأ حياة جديدة في دار رعاية للمسنين.
- نهوض كوكب القردة.

فيلم يتناول عالِمًا في سان فرانسيسكو يبحث عن علاج لمرض ألزهايمر الذي يُعاني منه والده، فيختبر دواء واعدًا على الشمبانزي، مما يعزز قدراتهم الإدراكية ويؤدي إلى عواقب غير متوقعة.
- نعيم فارغ خلف هذا العالم.

ألبوم للموسيقي الإنجليزي لايلاند جيمس كيربي، مستند إلى دراسة حول قدرة المصابين بألزهايمر على تذكّر الموسيقى التي سمعوها في شبابهم والمشاعر المرتبطة بها.
- أشياء.

وثائقي عن رجال فقدوا آباءهم.

## عام 2012
- رجل طيب.

كتاب عن سارجنت شرايفر من تأليف ابنه مارك، أول رئيس لـ فيلق السلام، الذي أُصيب بألزهايمر.
- أتذكّر.

أغنية مسجلة من أداء تيش تيندال، أُطلقت بهدف رفع الوعي بمرض ألزهايمر في اسكتلندا. أُطلقت الأغنية في شباط، وتم إصدارها رسميًا كأغنية منفردة في 2 آذار 2012. وقد حظي المشروع بدعم كامل من منظمة ألزهايمر اسكتلندا.
- ابن العم الأول المُزال مرة واحدة.

وثائقي من إخراج آلان برلينر، يتناول حياة إدوين هونيج وفقدانه للذاكرة بسبب مرض ألزهايمر.

## عام 2013
- ماي: فيلم بوليوودي باللغة الهندية صدر عام 2013، يُظهر الشخصية الرئيسية، التي أدّت دورها آشا بوسلي، كامرأة تبلغ من العمر 65 عامًا تعاني من مرض ألزهايمر.
- ستايسي سولومون فازت بجائزة قدرها 20,000 جنيه إسترليني في برنامج المسابقات البريطاني "تيبينغ بوينت: لوكي ستارز" الذي يُعرض على قناة آي تي في، وقد خُصصت الجائزة المعلنة لصالح منظمة أبحاث ألزهايمر في المملكة المتحدة.
- عبقرية ماريان، وثائقي عن أم وابنتها مصابتين بمرض ألزهايمر.

## 2014
- ما تزال أليس.

فيلم مقتبس من رواية ليزا جينوفا الصادرة عام 2007، من بطولة جوليان مور في دور أليس.
- اختطاف ديبورا لوغان.

فيلم رعب بأسلوب "الفيديو المُعثر عليه"، يدور حول امرأة مصابة بمرض ألزهايمر تصبح مَمسوسة.
- رأس مليء بالعسل.

فيلم درامي ألماني من إخراج تيل شويغر.
- "لن أشتاق إليك".

أغنية شارك في كتابتها وأدائها غلين كامبل، تتحدث عن تشخيصه بمرض ألزهايمر ومستقبله مع المرض. فازت الأغنية بجائزة "أفضل أغنية كانتري" في جوائز غرامي لعام 2015.
- اهمس إذا نسيت.

فيلم تركي يدور حول امرأة مصابة بألزهايمر تعود إلى منزل طفولتها، حيث تسترجع أيام مجدها وصعودها نحو الشهرة والثروة، بينما تحاول التعامل مع شقيقتها الكبرى التي تلومها على خراب حياتها.
- بوجاك هورسمان.

مسلسل رسوم متحركة للكبار من إخراج رافاييل بوب-واكسبيرغ، يصوّر شخصية بياتريس هورسمان، والدة بوجاك، وصراعها المتكرر في التمييز بين الواقع والذاكرة، مما يسبب الإحباط لابنها.

## عام 2016
- غودي بانا سادهرانا مايكاتو.

فيلم هندي باللغة الكانادية من إخراج هيمنث راو، يتناول قصة رجل في منتصف العمر يعاني من مرض ألزهايمر.
- أعظم حب.

مسلسل درامي فلبيني من إخراج جيفري جيتوريان، تدور قصته حول غلوريا، وهي امرأة تبلغ من العمر 59 عامًا تسعى للحفاظ على سعادة عائلتها، لكن مرضها السري يهدد بتدمير كل ما بذلته من جهود.
بين عامي 2016 و2019، أصدر الموسيقي والمؤلف البريطاني لايلاند جيمس كيربي مجموعة من ستة ألبومات تحت اسم "ذا كيرتيكر" بعنوان في كل مكان عند نهاية الزمن.
يعرض كل ألبوم مرحلة معينة من مرض ألزهايمر من خلال الموسيقى، وتُعرف هذه الأعمال بأجوائها الحنينية والمقلقة. وقد أصبح المشروع لاحقًا من أشهر الميمات على الإنترنت.

## عام 2017
- كوكو (فيلم 2017).

فيلم من إنتاج استوديوهات بيكسار للرسوم المتحركة وإخراجلي إدوارد أنريخ. ورغم أنه لم يُذكر صراحة، إلا أن الشخصية الرئيسية "ماما كوكو" تُظهر عدة أعراض لمرض ألزهايمر، ومن المرجح أنها مصابة به.
- شخصية لوغان.

فيلم من سلسلة إكس-مين من إخراج جيمس مانغولد، يصوّر شخصية تشارلز كزافييه (باتريك ستيوارت) وهو يعاني من مرض ألزهايمر.

## عام 2018
- رأس مليء بالعسل.

نسخة أمريكية معادة لفيلم ألماني صدر عام 2014 بنفس الاسم، من بطولة نيك نولتي ومات ديلون وإيميلي مورتيمير وجاكلين بيسيه وغريتا سكاشي.
- الحكم.

لعبة فيديو تدور حبكتها حول سلسلة من جرائم القتل المرتبطة بتطوير علاج محتمل لمرض ألزهايمر.

## عام 2019
نشرت الصحفية والكاتبة الإيطالية ميكيلا فارابيلا الرواية الذاتية إيتالو، كون تي بارتيرو في عام 2019 (إصدار كاريلو)، تحكي فيها مأساة والدها إيتالو فارابيلا، الذي أصيب بشدة بمرض ألزهايمر في كبره.
تجمع ميكيلا بين سرد القصة المأساوية لرحلة والدها التي استمرت أربع سنوات في تورينو، بين دور رعاية مرضى الخرف والمستشفيات، وبين انتقادها للنظام الصحي الإيطالي في تعامله مع مرضى ألزهايمر من كبار السن.

## عام 2020
أنتوني هوبكنز
يقوم ببطولة الأب (فيلم 2020)، وهو أول إخراج للمخرج فلوريان زيلر. يستند الفيلم إلى مسرحية زيلر الصادرة عام 2012 بعنوان لو بير، وقد شارك في كتابة السيناريو كريستوفر هامبتون، ويُعد هذا الفيلم ثاني اقتباس للمسرحية بعد فيلم فلوريد عام 2015.
يصوّر السير أنتوني هوبكنز شخصية رجل ويلزي يعيش مع مرض ألزهايمر المتقدم في شقته بلندن، وتؤدي أوليفيا كولمان دور ابنته، كما يشارك في البطولة كل من مارك غاتيس وإيموجين بوتس وروفوس سيويل وأوليفيا ويليامز.
1. ↑  Farabella، Michela (2019). Italo, con te Partiro. Turin: Edizione Carello. ISBN:978-8896864814.